# Duncan Menzies
Duncan Menzies (Arbroath, 25 de febrero de 1994) es un deportista británico que compite por Escocia en curling. Ganó una medalla de bronce en el Campeonato Europeo de Curling Masculino de 2019.

## Palmarés internacional
| Representando a Escocia |                      |                   |        |
| Campeonato Europeo      |                      |                   |        |
| Año                     | Lugar                | Medalla           | Prueba |
| 2019                    | Helsingborg (Suecia) | Medalla de bronce | Equipo |